# Paritet
"Paritet" kan även syfta på om ett tal är jämnt eller udda, se jämna och udda tal och paritet av noll.
Paritet är inom kvantfysiken en tvåvärdig egenskap som är relaterad  till förändringar hos rumskoordinaterna. Det kan avse en generalisering av jämna och udda funktioner till fler dimensioner.
{\displaystyle P:{\begin{pmatrix}x\\y\\z\end{pmatrix}}\mapsto {\begin{pmatrix}-x\\-y\\-z\end{pmatrix}}}
Eftersom P2 är lika med identitetsavbildningen, så kan paritetsoperatorn ha egenvärdet 1 eller -1. Funktioner med egenvärdet 1 sägs ha jämn paritet, medan funktioner med  -1 har udda paritet. I en dimension motsvarar detta jämna respektive udda funktioner.